# Hauts-de-Bienne
Hauts-de-Bienne es una comuna nueva francesa situada en el departamento de Jura, de la región de Borgoña-Franco Condado.

## Historia
Fue creada el 1 de enero de 2016, en aplicación de una resolución del prefecto de Jura de 29 de diciembre de 2015 con la unión de las comunas de La Mouille, Lézat y Morez, pasando a estar el ayuntamiento en la antigua comuna de Morez.

## Demografía
| Gráfica de evolución demográfica de Hauts-de-Bienne entre 1800 y 2013 |
|                                                                       |

Los datos entre 1800 y 2013 son el resultado de sumar los parciales de las tres comunas que forman la nueva comuna de Hauts-de-Bienne, cuyos datos se han cogido de 1800 a 1999, para las comunas de La Mouille, Lézat y Morez de la página francesa EHESS/Cassini. Los demás datos se han cogido de la página del INSEE.

## Composición
| Comuna delegada | Código INSEE | Población (2013) | Superficie (km²) | Densidad (hab./km²) |
| --------------- | ------------ | ---------------- | ---------------- | ------------------- |
| La Mouille      | 39371        | 343              | 8.06             | 43                  |
| Lézat           | 39294        | 180              | 5.75             | 31                  |
| Morez           | 39368        | 4998             | 9.67             | 517                 |